# 膨结线虫属
膨结线虫属（学名：Dioctophyma）为膨结科的一个属。

## 下属物种
本属包括以下物种：
- 肾膨结线虫 Dioctophyma renale